# Persévération
La persévération est la répétition incontrôlable d'une réponse particulière, tel un mot, une phrase ou un geste, malgré l'absence ou l'arrêt d'un stimulus. La persévération est généralement causée par une lésion au cerveau ou autre dysfonctionnement d'organes.
Alors qu'une question a pu être analysée et discutée jusqu'à atteindre une résolution ou décision, un élément peut en déclencher une ré-investigation. Cela arrive par exemple au cours d'une conversation, et s'observe en particulier chez ceux ayant subi des lésions au cerveau. Les individus avec syndrome d'Asperger peuvent présenter une forme de persévération qui se traduit par un intérêt concentré sur un ou plusieurs sujets restreints. Ce phénomène peut s'observer aussi chez des individus schizophrènes.
De nombreux chercheurs ont essayé de relier persévération et manque d'inhibition, cependant ce lien n'a pu être établi, ou est faible,.
Une autre forme de persévération se traduit par un biais comportemental dans la façon dont des individus sains prennent leurs décisions et font évoluer celles-ci face à de nouveaux éléments. L'ajout d'une donnée nécessitant logiquement la révision d'une solution précédemment trouvée est souvent ignorée et les sujets sont aveuglés et influencés par leur décision préalable, qu'ils modifieront moins souvent qu'un raisonnement logique ne l'exige.
Autrement dit et pour résumer, la persévération peut être la persévérance de l'investigation en absence de nouvelle donnée ou au contraire l'absence de reprise de l'investigation en présence de nouvelle donnée. Dans ces deux cas la personne persévère (dans l'investigation ou dans son choix) alors qu'elle ne devrait pas.